# ثمام منتفخ
الثمام المنتفخ أو الثُّمام أو الأط أو الشوش أو الدخن السمين[بحاجة لمصدر] ويسمى أيضاً أم ركبة نوع نبات عشبي معمر ينتمي إلى جنس الثمام من الفصيلة النجيلية، و اسمه العلمي (باللاتينية: Panicum turgidum)).

## الموئل والانتشار
موطنه بلاد الشام ومصر والمغرب العربي وقبرص والمناطق الصحراوية في الوطن العربي من الجزيرة العربية إلى موريتانيا و يوجد كذلك في باكستان.

## الوصف النباتي
الأوراق شريطية إلى رمحية قاسية طولها 8 سم وعرضها 6-8 ملم. لون أوراقه أصفر مائل للزرقة وهو ذو سيقان خشبية منتصبة أو زاحفة أو منحنية متشابكة كثيرة الفروع والأوراق. يصل ارتفاع النبات إلى ما يزيد عن متر في المناطق المحمية. الجذور سميكة مغطاة بطبقة من الرمال.
تحمل البذور في سنابل وهي صغيرة مكتنزة بالسويداء النشوية، وهو من النباتات التي تتحمل الجفاف والملوحة و مثبت جيد للرمال. ينتشر في البيئات الرملية الخشنة. في حالته الخضرية ترعاه جميع الحيوانات حيث يعتبر من أفضل نباتات المراعي الطبيعية سواء من حيث استساغته أو قيمته الغذائية المرتفعة وحين يجف تتناوله الإبل والحمير فقط.